# Geolyces contracta
Geolyces contracta är en fjärilsart som beskrevs av Claude Herbulot 1954. Geolyces contracta ingår i släktet Geolyces och familjen mätare. Inga underarter finns listade i Catalogue of Life.